# Terzetto
Il terzetto è un brano musicale per tre voci soliste, con o senza accompagnamento strumentale.
Il termine nasce per indicare interpretazioni vocali a tre che cantano alternandosi od insieme. Nei casi in cui le tre linee di canto si sviluppano isoritmicamente, le voci si trovano spesso in intervallo di terza, di sesta oppure all'unisono.
Più raramente il termine terzetto è utilizzato per indicare un brano per tre strumenti solisti, meglio noto come trio.

## Il terzetto nella storia dell'opera
Impiegato con estrema parsimonia nell'opera barocca e metastasiana, nella seconda parte del Settecento e soprattutto nell'Ottocento il terzetto si affermò come una delle forme canoniche dell'opera lirica.
Tra gli esempi più famosi, il terzetto che chiude il primo atto della Norma di Vincenzo Bellini e quello su cui termina l'Ernani di Giuseppe Verdi.